# بيل ميلر (لاعب كرة قاعدة أمريكي)
بيل ميلر (بالإنجليزية: Bill Miller)‏ هو لاعب كرة قاعدة أمريكي، ولد في 12 أبريل 1910 في هانيبال في الولايات المتحدة، وتوفي بنفس المكان في 26 فبراير 1982.